# Federico Savina
Federico Savina (Torino, 9 giugno 1935 – Roma, 10 maggio 2023) è stato un fonico e musicista italiano.
Nel 1984, ricevette una nomination dalla British Academy Film Award  per il miglior sonoro per il film La traviata diretto da Franco Zeffirelli.

## Biografia
Fratello del noto compositore di colonne sonore e direttore d’orchestra Carlo Savina, dopo aver frequentato il Conservatorio Benedetto Marcello di Venezia, iniziò la sua attività nel campo della registrazione sonora nei primi anni Sessanta.
Ricercatore e realizzatore dei primi generatori e strumenti musicali elettronici per il Cenacolo Musicale di Roma, diretto da Franco Evangelisti, fu collaboratore del Gruppo di Nuovo Consonanza. Entrò nello specifico settore di registrazione film presso la Fonolux di Roma, sotto la direzione di Paolo Ketoff. 
Continuò per 17 anni presso lo Studio di Registrazione cinematografico International Recording di Roma per poi trasferire la sua attività di fonico freelance per Musica e Film negli Studi Davout di Parigi e CTS Wembley di Londra, collaborando a più di trecento film diretti dai registi Federico Fellini, Michelangelo Antonioni, Luchino Visconti, Dario Argento, Joseph Losey e con i compositori Alessandro Cicognini, Nino Rota, Ennio Morricone, Jerry Goldsmith, Leonard Bernstein.
Collaborò alla realizzazione di studi di registrazione. Si occupò del mixage di colonne sonore Dolby a Roma, Milano e in molti altri studi musicali operanti nel settore cinematografico.
Per più di venti anni, fu Consulente della Dolby Laboratories per la registrazione delle colonne sonore cinematografiche analogiche e digitali. Docente di riferimento nel Settore Suono al Centro sperimentale di cinematografia di Roma,
fece parte del gruppo di lavoro  Bertolucci-Storaro-Cinecittà International e Philips Morris per il restauro delle colonne sonore, pubblicando diversi articoli e relazioni sui nuovi formati sonori e sul restauro delle colonne cinematografiche.
Collaborò a corsi e seminari con le principali istituzioni universitarie italiane e straniere.
Fu componente del comitato d’onore e della commissione di importanti rassegne dedicate ai grandi compositori cinematografici del passato come il “Festival Angelo Francesco Lavagnino”,  il “Festival Alessandro Cicognini”, il “Premio Internazionale Alessandro Cicognini”, e docente di numerosi seminari sulla musica da film.
Nel 2014 ricevette il prestigioso Premio SMPTE, a Los Angeles dalla Society of Motion Picture and Television Engineers.
Fu ideatore, insieme con il Centro sperimentale di cinematografia di Roma, del Premio Carlo Savina dedicato alla memoria del fratello, che ogni anno si tiene in collaborazione con il Festival del Cinema di Spello.

## Discografia parziale
- 1960: Alessandro Cicognini, La baia di Napoli
- 1966: Caterina Caselli, Casco d’oro[16]
- 1974: Nino Rota, Tutti i film di Fellini
- 1974: Mina, Mina LP
- 1974: Peppino Di Capri, Il giocatore
- 2076: Carlo Savina, Les Derniers Cris De La Savane (Bande Sonore Originale)
- 1976: Ennio Morricone, All’origini della mafia – Colonna sonora
- 1982: Piero Piccioni, Les Musiques De Piero Piccioni Pour Les Films De Francesco Rosi
- 1999: Nino Rota, The taming of the shrew
- 2010: Carlo Rustichelli, Avanti! (Original MGM Motion Picture Soundtrack
- 2015: Davide Cavuti, Un’avventura romantica  - Colonna sonora[17]

## Libri
- 2007: Arte e mestiere nella musica per il cinema. Ritratto di un compositore: Carlo Savina, Centro sperimentale di cinematografia - Biblioteca Luigi Chiarini
- 2006: Elementi di Cinematografia sonora, prefazione e introduzione di Giuseppe Tornatore e Federico Savina[18]

## Riconoscimenti
- 1984: British Academy Film Award al miglior sonoro[19]
- 2009: Premio Una Vita per il Cinema dal Centro sperimentale di cinematografia[20]
- 2013: Cittadino onorario di Spello[21]
- 2014: Premio SMPTE  (Los Angeles)
- 2022: Premio Internazionale Cicognini - special award[22]

## Curiosità
- Un suo articolo specifico fu pubblicato sulla rivista Note di tecnica cinematografica[23] dell'ATIC, riguardante l’acquisizione e la conservazione in un formato digitale ottico o computerizzato.

- Era detentore di due brevetti aziendali su un sistema di archiviazione di brani musicali (CAM Edizioni Musicali) e su un sistema di comparazione acustica dei formati sonori di una copia 35mm (Technicolor-Thomson).[24].